# George Townshend, I marchese Townshend
George Townshend, I marchese Townshend (28 febbraio 1724 – 14 settembre 1807), è stato un ufficiale inglese.

## Biografia
Era il figlio di Charles Townshend, III visconte Townshend, e di sua moglie, Audrey Harrison. Thomas Townshend, I visconte Sydney era suo cugino di primo grado.
Studiò al St. John's College.

## Carriera
Dopo la laurea, nel 1745 entrò nel Sir John Cope's Regiment. Combatté nella battaglia di Culloden durante la rivolta giacobita e nella battaglia di Lauffeld durante la guerra di successione austriaca nel 1747.

### Guerra dei sette anni
Servì come brigadiere in Quebec, sotto il generale James Wolfe, quando questi morì, e il suo secondo in comando (Robert Monckton) venne ferito, Townshend prese il comando delle forze britanniche durante l'assedio di Quebec. Tuttavia, il generale Wolfe lo disprezzò ed è stato duramente criticato al suo ritorno in Gran Bretagna per questo motivo (Wolfe era un eroe popolare in tutto il paese). Tuttavia, fu promosso maggiore generale il 6 marzo 1761 e combatté nella battaglia di Villinghausen.
Nel 1762 prese il comando di una divisione dell'esercito anglo-portoghese con il grado di tenente generale, prendendo parte alla cosddetta "Guerra Fantástica" contro la Spagna.

### Post-guerra
Fu nominato Lord Luogotenente d'Irlanda (1767-1772). Il 2 febbraio 1773 ha combattuto un duello con Charles Coote, I conte di Bellomont, ferendo gravemente il conte con un proiettile all'inguine.
Fu promosso a generale nel 1782 ed elevato a marchesato nel 1787. Egli era governatore del Royal Hospital Chelsea (1795-1796). Fu nominato maresciallo di campo il 30 luglio 1796 ed è stato nominato governatore di Jersey fino al 1806.

## Matrimoni

### Primo Matrimonio
Sposò, il 19 dicembre 1751, Lady Charlotte Compton (?-3 settembre 1770), figlia di James Compton, V conte di Northampton. Ebbero otto figli:
- George Townshend, II marchese Townshend (1755-1811)
- Lord John Townshend (19 gennaio 1757-25 febbraio 1833), sposò Georgiana Poyntz, ebbero tre figli;
- Lady Elizabeth Townshend (?-21 marzo 1811), sposò William Loftus, ebbero una figlia;
- Lord Frederick Patrick Townshend (30 dicembre 1767-18 gennaio 1836);
- Lord Charles Townshend (1768-27 maggio 1796);
- Charlotte, morta nell'infanzia;
- Caroline, morta nell'infanzia;
- Frances, morta nell'infanzia;

### Secondo Matrimonio

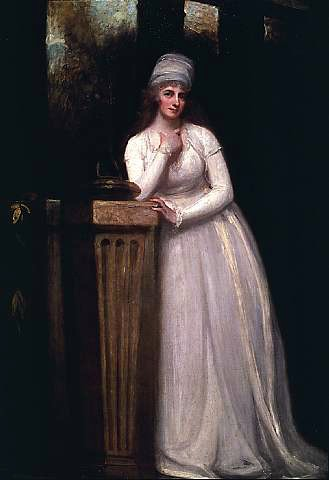
Ritratto di Anne Montgomery, di George Romney, 1802.

Sposò, il 19 maggio 1773, Anne Montgomery (1752-29 marzo 1819), figlia di Sir William Montgomery, I Baronetto. Ebbero sei figli:
- Lord William Townshend (1778-1794);
- Lord James Nugent Boyle Bernardo Townshend (11 settembre 1785-28 giugno 1842);
- Lady Anne Townshend (?-29 novembre 1826), sposò Harrington Hudson
- Lady Charlotte Townshend (16 marzo 1776-30 luglio 1856), sposò George Osborne, VI duca di Leeds, ebbero tre figli;
- Lady Honoria Townshend (1777-1826);
- Lady Henrietta Townshend (20 aprile 1782-9 novembre 1848), sposò William de Blaquiere, III barone di Ardkill, ebbero tre figli.

## Morte
Morì il 14 settembre 1807, all'età di 83 anni.